# Eduardo Gonçalves de Oliveira
Eduardo Gonçalves de Oliveira (født 30. november 1981) er en brasiliansk fodboldspiller.